# Tipula (Eumicrotipula) kathema
Tipula (Eumicrotipula) kathema is een tweevleugelige uit de familie langpootmuggen (Tipulidae). De soort komt voor in het Neotropisch gebied.